# 布雷维莱尔 (加来海峡省)
布雷维莱尔（法語：Brévillers）是法国北部-加来海峡大区加来海峡省的一个市镇，属于蒙特勒伊区埃丹县。该市镇2009年时的人口为158人。

## 人口
布雷维莱尔人口变化图示
| 数据来源：INSEE |